# Kazalište Ivan Goran Kovačić
Kazalište Ivan Goran Kovačić je hrvatska kazališna kuća iz Zagreba.
Osnovana je 1948. godine u okviru Sveučilišta u Zagrebu. 

Nalazi se na Opatovini 11 u Zagrebu.

## Vanjske poveznice
- Službena stranica